# 사대주의
사대주의(事大主義; 중세 한국어: 事大, 영어: Sadaejuui, flunkyism, toadyism)는 자국보다 강한 국가, 세력에 복종하거나 맹목적으로 받아들이려는 주의를 말한다. 사대주의는 20세기 초반에 국수주의자들이 크고 강한 국가에게만 지나친 관심을 보이는 당시의 지배층들을 비판하기 위해 만든 말이다. 사대(事大)라는 말은 그 이전에도 있었으나 사대주의라는 단어에서 보이는 부정적인 의미가 아니었다. 예를 들어 사대교린은 한민족의 전통적인 외교정책이었으며, 국제 질서에 적극적으로 참가하여 안정적인 관계를 유지하는 한편 자국의 이익을 추구하는 정책이다.

## 문화 사대주의
문화 사대주의란 자국의 문화를 낮게 보고 다른 사회의 문화를 맹목적으로 추종하는 태도를 의미한다. 특정한 문화를 아무런 비판없이 무조건적으로 수용하게 되며 다른 문화를 주체적으로 수용하는 태도를 잃어가고 자국 문화의 정체성을 잃어가게 되는 부작용이 있다. 티셔츠에 자국어보다 영어 등 외국어가 인쇄된 것을 더 선호한다거나, 무조건적으로 해외 제품에 대한 동경과 선호를 나타내는 것도 문화 사대주의라고 볼 수 있다. 또한 과거에 중국의 문화를 무분별하게 수용하고 한글보다 한자가 더 많이 사용된 것도 문화 사대주의로 볼 수 있다.
문화 사대주의가 일어나는 원인은 주로 구성원이 자신이 속한 집단의 문화에 대한 불만을 가지는 것(en:Cultural cringe)에 의해 생기는데, 이 과정에서 외집단의 문화에 대한 동경으로 나아가게 된다. 따라서 문화 사대주의는 일반적으로 강하거나, 경제력이나 산업 수준이 높다고 인정되는 나라의 문화를 상대로 일어나는 것으로 국한되지 않는다. 롤랑 바르트는 자신의 저서 《기호의 제국》에서, 프랑스 문화의 커틀러리와 일본 문화의 젓가락을 비교하면서 프랑스 문화의 커틀러리를 공격적인 문화로 저술한 바 있다. "포크와 나이프는 고기를 찢기 위해서 있는 것이기 때문에, 서양인이 사용하는 포크는 본질적으로는 동물의 발톱과 다름없으며, 서양인들에게 '먹는다'는 의미는 '찢고 자른다'는 의미를 가진다"라고 폄하한 반면, 젓가락에 대해서는 새의 부리에 비유하면서 "젓가락은 지치지 않고 어머니가 밥을 한입씩 떠먹이는 것 같은 몸짓을 하는 반면, 창과 칼로 무장한 서양의 식사 방식에는 포식자의 몸짓이 여전히 남아있다" 라고 평하였다.
고귀한 야만인(en:Noble Savage) 이론 역시 문화 사대주의에 포함된다. 이 이론은 모든 사회에서 일어나는 문제는 근대화 및 문명화된 사회의 제도와 문화에 의해 생겨나는 것이며, 원시 사회의 구성원은 자연적으로 선함을 타고나 도덕적으로 우월한 사람들이라는 것을 전제로 한다. 선진국이 아닌 사회를 "열등한 종족"으로 간주하는 것을 바탕으로 하고 있지만, "다른 집단의 문화는 우리 집단의 문화보다 발달되어 있을 것이다" 라는 전제의 방향은 같다. 폴 고갱이 고귀한 야만인 이론을 따랐던 대표적인 인물로 평가받는다. 폴 고갱은 유럽 문명의 때가 닿지 않은 '이상적 원시'라는 것을 기반으로 타히티를 바라보았다.
- ((사례))*
- 소중화주의
- 탈아입구
- 사대교린
- 영은문
- 대사 (외교관)

## 같이 보기
- 조공
- 교린